# فاتو سامبا
فاتو سامبا (انگلیسی: Fatou Samba; زادهٔ ۲۳ مارس ۱۹۹۵) رپر، خواننده، ترانه‌پرداز و مدل بلژیکی-سنگالی است که در کره جنوبی فعالیت می‌کند. او لیدر گروه دخترانه 
کره‌ای بلک‌سوان است و به‌طور گسترده‌ای به عنوان اولین آیدل متولد آفریقا در صنعت موسیقی کره جنوبی شناخته می‌شود. در ۱۹ اوت ۲۰۲۲، فاتو فعالیت انفرادی خود را با انتشار میکس‌تیپ PWAPF آغاز کرد.

## زندگی و حرفه
فاتو سامبا زادهٔ ۲۳ مارس ۱۹۹۵ در سنگال است. او بعداً در سن ۱۲ سالگی به بلژیک نقل مکان کرد، جاییکه حرفهٔ مدلینگ را دنبال کرد.
او پس از شنیدن یکی از ترانه‌های شاینی توسط یکی از دوستانش، الهام گرفت که در صنعت کی پاپ فعالیت کند، او پس از فارغ‌التحصیلی از دانشگاه به کره جنوبی سفر کرد و به گروه رقص کاور کی پاپ پیوست.
پس از دو سال کارآموزی، فاتو در گروه دخترانه چندملیتی کره جنوبی، بلک‌سوان، در ۱۶ اکتبر ۲۰۲۰ فعالیتش را آغاز کرد. در اوت ۲۰۲۲، گزارش شد که فاتو فعالیت انفرادی خود را با انتشار میکس‌تیپ PWAPF آغاز می‌کند. او در ۸ دسامبر ۲۰۲۳ آلبوم چندآهنگه Letter 1 - Adeah را منتشر کرد.

## ترانه‌شناسی

### آلبوم‌های چندآهنگه و میکس‌تیپ‌ها
| عنوان            | جزئیات آلبوم | بالاترین جایگاه جدول | بالاترین جایگاه جدول | بالاترین جایگاه جدول | فروش‌ها |
| عنوان            | جزئیات آلبوم | KOR                  | US Heat              | US World             | فروش‌ها |
| ---------------- | --- | -------------------- | -------------------- | -------------------- | ------ |
| PWAPF            | - انتشار: ۱۹ اوت ۲۰۲۲ - ناشر: دی‌آر میوزیک، دانال انترتینمنت - فرمت: دانلود دیجیتال فهرست قطعات 1. Castle Key (Roll) 2. Gucci (PWAPF)" 3. Lingo (Stunna)                                       | —                    | —                    | —                    | —      |
| Letter 1 - Adaeh | - انتشار: ۸ دسامبر ۲۰۲۳ - ناشر: دی‌آر میوزیک، دانال انترتینمنت - فرمت: سی‌دی، دانلود دیجیتال فهرست قطعات 1. The Other Side 2. Devil Made the Deal for Me 3. Adaeh 4. Me Myself and I 5. Alright | —                    | —                    | —                    |        |